# Anarcho-syndicalisme

Drapeau du syndicalisme révolutionnaire et du socialisme libertaire.

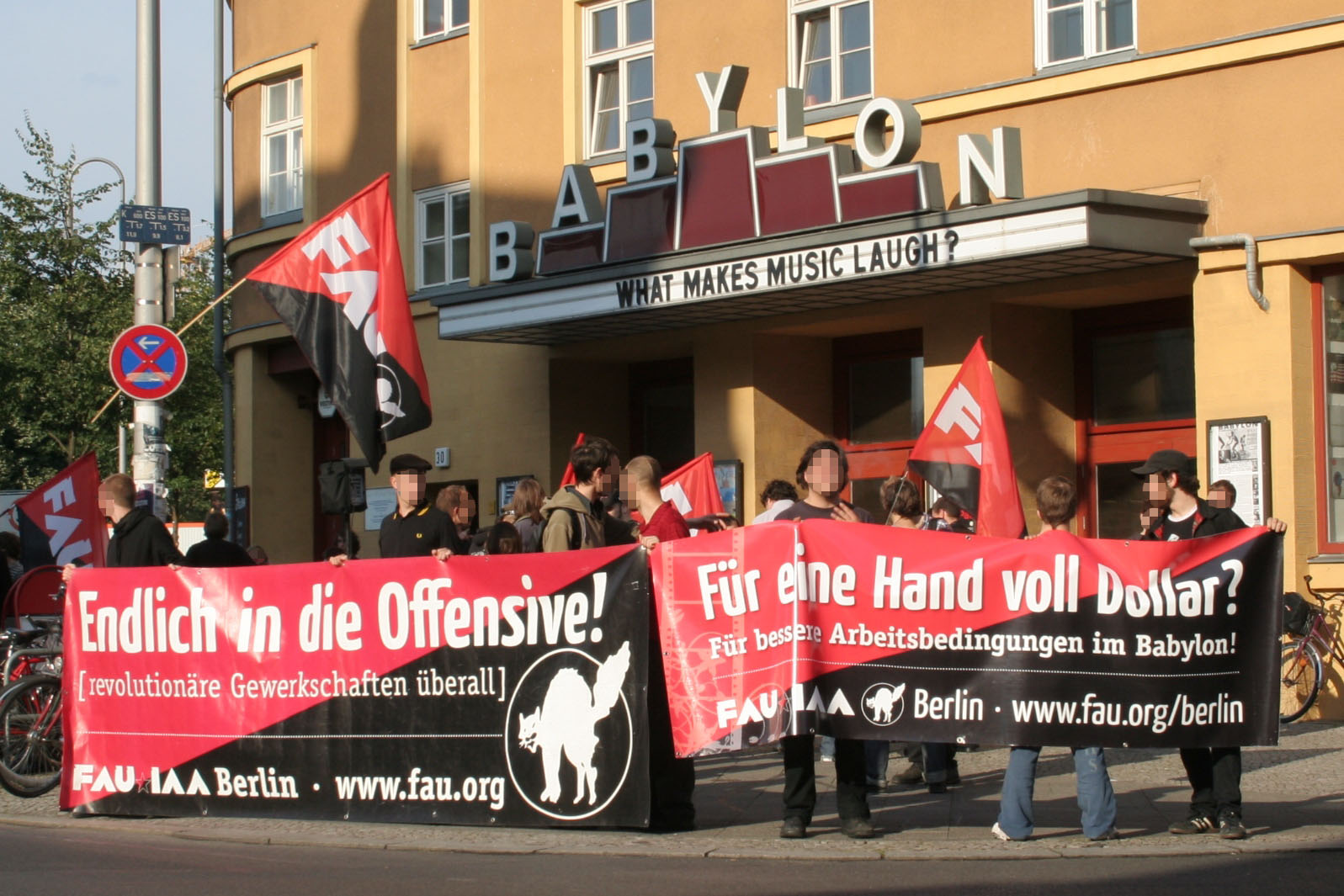
Drapeaux de la Freie Arbeiter-Union en 2010.

L'anarcho-syndicalisme, syndicalisme libertaire ou syndicalisme anarchiste est un syndicalisme fondé sur les principes de fonctionnement de l'anarchisme. Il propose une méthode, le syndicalisme, couplée à l'action directe et à la grève générale expropriatrice, comme moyens de lutte et d'accès vers une société libertaire.
Il pose le primat de la logique syndicale face à l'action politique ou partisane dans le développement du mouvement ouvrier et l'émergence d'une société décentralisée, libre de toute forme de coercition étatique et fondée avant tout sur l'autogestion des unités de production.
L'idéologie de l'anarcho-syndicalisme procède pour l'essentiel de la pensée de Mikhaïl Bakounine. Il peut être compris comme synonyme de socialisme libertaire ou de communisme libertaire. Il est parfois confondu avec le syndicalisme révolutionnaire.
L'anarcho-syndicalisme devient le courant dominant au sein de l'anarchisme après la faillite de sa tendance insurrectionnelle au cours des années 1880-1890. Il ne se configure en tant que mouvement cohérent qu'au début du XXe siècle. En Espagne, il joue un rôle plus éminent encore au sein de la Confédération nationale du travail.

## Définition
Le projet des anarcho-syndicalistes est l'établissement d'un nouvel ordre social juste et émancipateur (et non pas le « désordre » social), grâce à l'abolition conjointe du capitalisme et de l’État. Les anarcho-syndicalistes proposent de substituer à la propriété privée, la « possession individuelle » qui, contrairement à la propriété privée, ne garantit aucun droit concernant l'accumulation des biens « non utilisés ».
Dans ce courant de philosophie politique, il n'y a pas de centralisme économique ou politique. Les formes d'organisations sont multiples et s'appuient sur la liberté politique grâce au mandatement impératif, à l'autogestion, au fédéralisme et à la démocratie directe.
Pour ses partisans, l'anarcho-syndicalisme est donc organisé et structuré : il pose le syndicat comme forme d'organisation émancipatrice des travailleurs et refuse le principe de parti politique ou de regroupement corporatiste. Le syndicat est la structure qui permet aux classes opprimées de s'organiser à la base et de mener la lutte selon les choix des individus regroupés en collectifs et non selon des directives hiérarchiques données par un bureau politique (en d'autres termes, du bas vers le haut et non du haut vers le bas, ou à l'horizontale, telle l'utopie de l'égalité).
Selon le Dictionnaire de la science politique et des institutions politiques (2010) : « Globalement, l'anarcho-syndicalisme érige les syndicats en organismes centraux de l'action politique et des transformations sociales dans la perspective d'une rupture révolutionnaire fondée en même temps sur une prise de conscience progressive de leur pouvoir par les masses populaires. De ce fait, il se présente à la fois comme un projet d'organisation et comme le vecteur d'une nouvelle éthique de la responsabilité à diffuser dans l'ensemble de la société ».

## Contexte et apparition du terme
Le syndicalisme révolutionnaire est apparu vers la fin du XIXe siècle, marquant certaines des pages essentielles de l'histoire du mouvement ouvrier. Il est l'un des courants fondateurs de la CGT française au tournant du siècle, avec de nombreux militants anarchistes ou ex-anarchistes comme Émile Pouget, rédacteur en chef de la revue Le Père Peinard, ou Fernand Pelloutier, fondateur des Bourses du travail. Après la Première Guerre mondiale et la Révolution bolchévique, la CGT se scinde en 1921, une partie créant la Confédération générale du travail unitaire (CGTU) qui appuie les bolcheviques.
Or, le terme même d'« anarcho-syndicalisme » n'apparaît qu'au Congrès, fondateur, de Saint-Étienne de la CGTU, en 1922, lorsque celle-ci discute de son adhésion à l'Internationale syndicale rouge (ISR). Alexandre Lozovski, secrétaire général de l'ISR, utilise en effet ce néologisme pour ridiculiser les « minoritaires » de la Commission exécutive, opposés à Gaston Monmousseau et accusés de « scissionnisme » et de collusion avec la CGT. Au même moment, tentant de rejeter les « minoritaires » opposés à l'adhésion à l'ISR bolchevique du côté de la CGT, et ainsi de créer le clivage réformistes/révolutionnaires, Lozovski parle d'« anarcho-réformisme ». Cette conjonction, entre l'« anarcho-syndicalisme » et l'« anarcho-réformisme », est à nouveau théorisée, l'année suivante, par Andrés Nin, secrétaire général adjoint de l'ISR, qui se réclame du « communisme » et du « syndicalisme révolutionnaire » contre l'« anarchisme », peu ou prou assimilé au socialisme utopique. L'une des clefs du conflit, à ce moment, réside dans le refus tactique de la minorité à poursuivre « la grève pour la grève », tandis que les futurs bolcheviques misent au contraire sur une intensification de la grève révolutionnaire.

## Anarcho-syndicalisme dans l'entre-deux-guerres

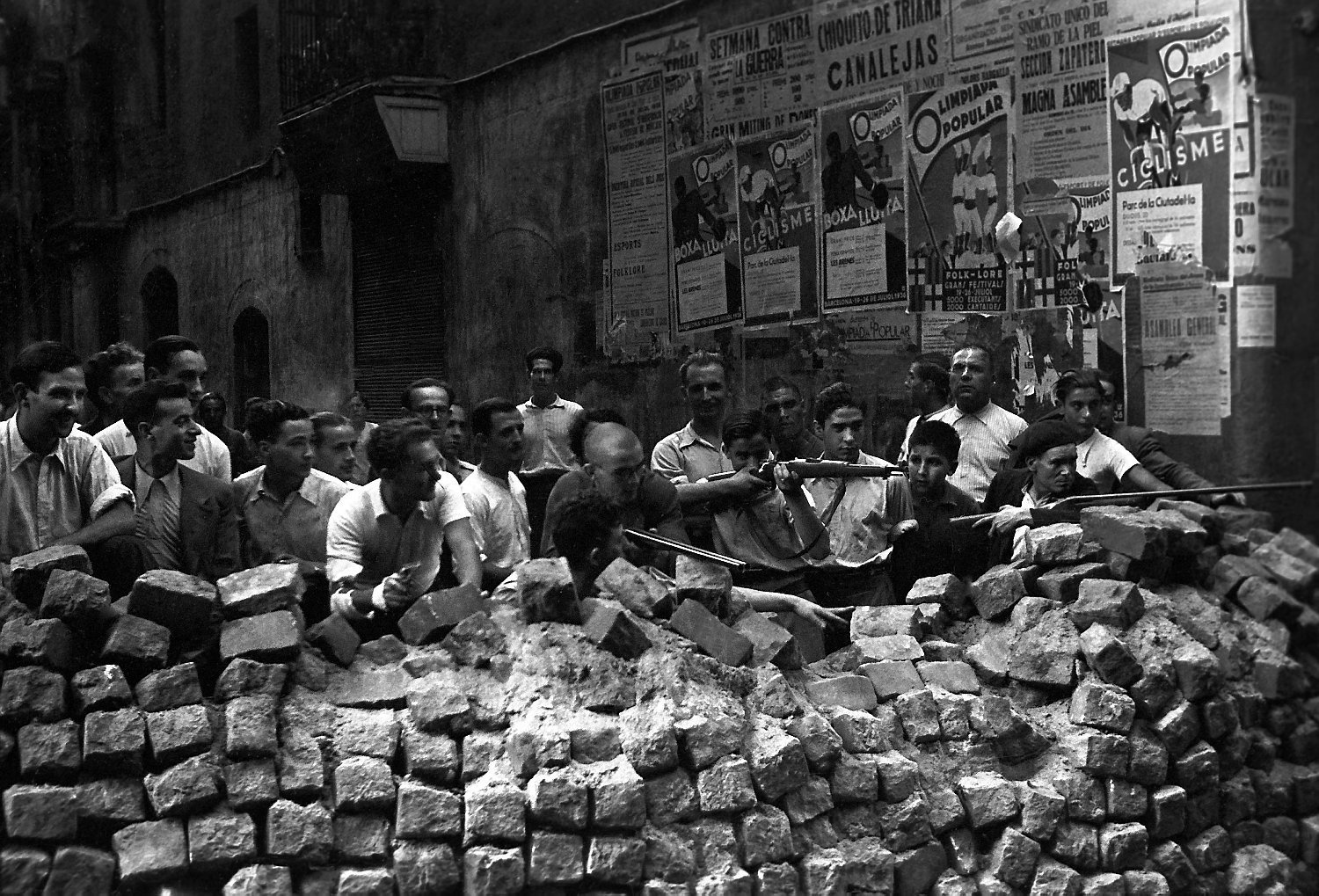
Barcelone 19 juillet 1936.

L'anarcho-syndicalisme devient un des courants importants du syndicalisme français, en réaction à la montée en puissance du Parti communiste français durant les années 1930, au sein de la CGT-U. Il en résultera une scission et la création par des militants syndicalistes purs (anarchistes) et des syndicalistes révolutionnaires d'une éphémère Confédération générale du travail - Syndicaliste révolutionnaire, dont la Charte fonde l'anarchosyndicalisme français. Cette organisation regroupera environ 2000 adhérents selon un de ses animateurs, Paul Lapeyre (interview pour la revue anarchiste Les Œillets rouge en 1986). La CGT-SR, interdite en 1939, ne survivra pas à la Seconde Guerre mondiale, ses adhérents rejoignant la CGT en 1945, préparant la fondation de Force ouvrière ou créant la CNT française (Confédération Nationale du Travail).
Mais l'heure de gloire européenne de l'anarchosyndicalisme est espagnole : c'est en 1936, lors de l'insurrection des militaires franquistes et des milices d'extrême droite que la CNT espagnole, confédération anarchosyndicaliste forte de deux millions d'adhérents, lance un vaste mouvement de collectivisation des terres et des industries dans les zones qu'elle contrôle. Les militants de la CNT sont parmi les premiers à se rendre au front et à donner un coup d'arrêt à l'avancée des troupes franquistes, côte à côte avec les soldats restés fidèles à la république et des militants marxistes. La suite de la guerre verra l'affaiblissement de la CNT face aux manœuvres hégémoniques du parti communiste stalinien, et la fin de la guerre en 1938 verra une répression brutale s'abattre sur les militants espagnols, pour beaucoup contraints de se réfugier en France. Ces derniers formeront la base des maquis anarchistes du sud de la France, et seront à l'origine de la création en 1946 de la CNT française.
Le mouvement anarchosyndicaliste (ou plus exactement anarchiste ouvrier) a également eu une influence prépondérante en Amérique Latine, où il est à l'origine du mouvement syndical dans de nombreux pays. En Argentine, la Fédération ouvrière régionale argentine (FORA) a représenté une organisation de masse capable d'inquiéter l'État et le patronat, avant d'être laminée par une répression féroce.
Confrontés à l'omniprésence de militants marxistes dans les milieux syndicaux, l'anarchosyndicalisme n'arrivera jamais à retrouver l'influence idéologique dont il jouissait au début du siècle ; quoique ces dernières années, on assiste à un retour en force des idéologies autogestionnaires, antiautoritaires et anticapitalistes dans les discours militants.

## Pratiques et idéologie de l'anarcho-syndicalisme

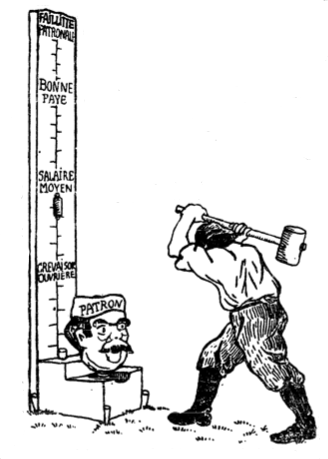
Le thermomètre des salaires (1896).

Les militants anarchosyndicalistes ont théorisé nombre de pratiques syndicales. S'ils ont beaucoup réfléchi sur la grève générale comme moyen pour la classe ouvrière de se réapproprier ses outils de production, ils ont aussi popularisé l'action directe (occupations, piquets de grève), le sabotage (refus de produire des marchandises de qualité, et boycott par les prolétaires des produits en question) comme moyens d'action, ainsi que, dans certains cas, la réappropriation directe des richesses produites.
Prônant l'antiautoritarisme et le libre choix des travailleurs en lutte quant aux modalités de l'organisation et du suivi des conflits, et refusant toute idée d'État, fût-il prolétarien, les anarchosyndicalistes (et les anarchistes en général) se sont très souvent trouvés férocement opposés aux militants d'obédience marxiste[réf. nécessaire].
Un principe majeur de l'anarchosyndicalisme est de lier fortement la lutte contre les formes d'exploitation et d'aliénation dans la société actuelle avec l'objectif visé de construire une société communiste libertaire. En d'autres termes, l'anarcho-syndicalisme en tant que théorie et pratique, intègre une vision d'un projet politique global. Ce lien fort entre anarchosyndicalisme et communisme libertaire se traduit par une identité de principes et de pratiques : démocratie directe, rotation des tâches, antiautoritarisme, solidarité, fédéralisme. On observe cependant, à des titres divers selon les organisations qui se réclament de l'anarcho-syndicalisme, des écarts entre ces principes et les pratiques concrètes. Dans certains cas, l'écart devient si grand, l'attachement à certains de ces principes si faible, que l'identité « anarcho-syndicaliste » ou encore « anarchiste » est régulièrement niée : un travail de redéfinition identitaire et généralement stratégique est alors à l'œuvre.
À la différence du courant industrialiste nord-américain (les IWW principalement, souvent qualifiés à tort d'anarcho-syndicalistes alors que l'industrialisme se veut a-idéologique), le courant européen et d'Amérique latine s'est orienté vers une démarche globaliste : ses militants ont étendu leur réflexion et leurs pratiques dans de nombreux domaines, bien au-delà de la stricte (et nécessaire selon eux) action syndicale : éducation, formation, bibliothèques, libération sexuelle, etc.
Les militants anarchosyndicalistes escomptent mettre en œuvre un tel projet politique dès qu'un rapport de forces favorable permet d'enclencher un processus révolutionnaire.
L'essentiel des anarchosyndicalistes se sont organisés au niveau international au sein de l'Association internationale des travailleurs (AIT), reconstruite en 1922 et héritière de la Première Internationale du même nom : Association internationale des travailleurs. Après son essoufflement, elle a été refondée sous le nom de Confédération Internationale du Travail.
Depuis le début des années 1990, l'AIT a connu un renouvellement : les groupes qui se sont éloignés des positions anarchosyndicalistes au profit de tactiques syndicalistes révolutionnaires (au sens marxiste du terme) ont été exclus (CNT dite Vignoles en France, groupe de Rome de l'USI Italienne). Mais elle a été rejointe par de nouveaux groupes, notamment d'Europe de l'Est (Russie, Tchéquie, Slovaquie) et ce quelques années à peine après le Chute du mur de Berlin. Après le congrès de 2000, ce redéploiement, timide mais réel se confirme (Serbie, Brésil, etc.).
En France, il existe depuis 1993 deux organisations dénommées « CNT », mais une seule est reconnue comme section de l'AIT (depuis le congrès de décembre 96) et s'intitule « CNT-AIT ».

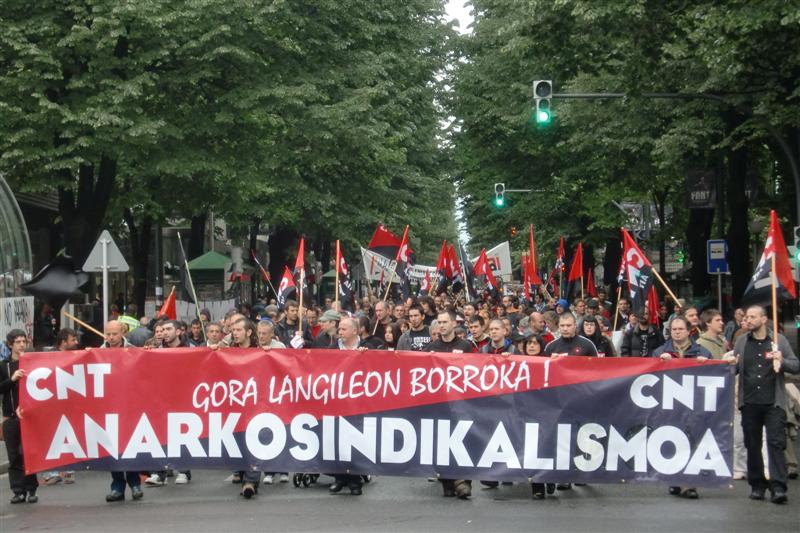
Manifestation de la CNT espagnole en 2010 à Bilbao

Aujourd'hui le mouvement anarchosyndicaliste se développe en France, on doit par exemple citer : l'Union des Anarcho-Syndicalistes (UAS), le Syndicat intercorporatif anarchosyndicaliste (SIA) et le Groupement d'Action et de Réflexion AnarchoSyndicaliste (GARAS).
Sur le plan international, la CGT espagnole (CGTe), La CNT espagnole, la SAC suédoise, le groupe de Rome de l'USI en Italie, les Industrial Workers of the World ou IWW essentiellement dans les pays anglo-saxons, se réclament également — au moins partiellement — de l'anarchosyndicalisme.

## Symbolisme anarcho-syndicaliste

Logo de la fédération Zabalaza.

Le drapeau rouge et noir est le symbole des mouvements anarcho-syndicalistes et anarcho-communistes. Le noir étant la couleur traditionnelle de l'Anarchisme et le rouge celle du Socialisme. Le drapeau rouge et noir réunit ces deux couleurs en parts égales, séparées par une diagonale. La partie rouge est habituellement placée en haut à gauche, et la noire en bas à droite. Symbole de la cohabitation des idéaux anarchiste et socialiste au sein du mouvement anarcho-syndicaliste, il représente également les moyens sociaux mis en œuvre par le mouvement pour arriver à des fins anarchistes.
Une des versions les plus connues de ce drapeau anarchiste est celle du syndicat Espagnol Confederación Nacional del Trabajo (Confédaration Nationale du Travail, CNT), qui existe aussi en France. La CNT, ainsi que la Federación Anarquista Ibérica (Fédération Anarchiste Ibérique, FAI), étaient totalement impliquées dans le mouvement anarchiste populaire de la fin du XIXe, début XXe siècles. Ce groupe a sa propre version du drapeau rouge et noir, arborant ses initiales. Les lettres CNT apparaissent dans le rouge tandis que les lettres FAI sont dans le noir (couleur de l'anarchie) puisque le FAI a été fondé en 1927 pour rappeler à la CNT que ses principes de base sont anarchistes.
Le Zabalaza Anarchist Communist Front (ZACF ou ZabFront), une organisation politique anarchiste Sud-Africaine, utilise également cette symbolique rouge et noire à travers son logo. Le ZACF s'est inspiré du Organisational Platform of the Libertarian Communists. Les membres du ZAFC partage les mêmes principes d'unité, de responsabilité collective et de fédéralisme que ceux de la plate-forme. D'un point de vue historique, la tradition plate-formiste aurait débuté avec The Organizational Platform of the Libertarian Communists, auquel se seraient ajoutés, pendant la période d'après guerre, des documents tels que le pamphlet de Georges Fontenis Manifesto of Libertarian Communism.

### Chat noir

Le Chat Noir.

Dessiné avec le dos arqué, la queue ébouriffée, montrant les griffes et les dents, le Sabo-Cat ou Tabby-Cat a longtemps été un symbole de l'Industrial Workers of the World. Il a été dessiné par Ralph Chaplin, un des précurseurs des illustrations surnommées « agitations silencieuses » au sein de l'IWW. Ces illustrations étaient étroitement liées à la vie des sans domicile fixe. Bien qu'aujourd'hui généralement associé à l'IWW (parfois même en tant que mascotte), il s'agissait au départ d'un appel à l'action directe sur le lieu de production, en particulier au sabotage. Comme sa position le suggère, le chat symbolise la grève et le syndicalisme radical. L'IWW (ou les Wobblies) était un syndicat important, il fut notamment le premier syndicat américain à recruter et à collaborer avec des femmes et des personnes de couleurs, de plus il joua un rôle crucial dans la lutte pour les 8 heures de travail par jour et la liberté d'expression au travail dans tous les États-Unis au début du XXe siècle. À partir de 1905, les Wobblies connurent une période de notoriété significative, jusqu'à ce qu'ils soient réduits à néant par les Palmer Raids.
Les origines de ce symbole ne sont pas claires, mais selon une anecdote, il proviendrait d'une grève de l'IWW qui aurait dégénéré. Plusieurs membres ont été tabassés et conduits à l'hôpital, au même moment un chat noir maigrelet s'installa dans le camp des grévistes. Les grévistes nourrirent le chat et il reprit force à mesure que la grève tournait en faveur des travailleurs. Finalement, les travailleurs virent quelques-unes de leurs demandes satisfaites et adoptèrent le chat comme mascotte.
Le nom de « Chat Noir » a été adopté par de nombreux organismes et collectifs se réclamant du mouvement anarchiste, ainsi que par une scène musicale culte à Austin, Texas (lieu qui a fermé à cause d'un incendie le 6 juillet 2002).

### Sabot

Le sabot est également un symbole de sabotage.

Le sabot était un symbole anarchiste au XIXe et au début du  XXe siècle, bien que son utilisation ait progressivement disparu depuis. Le mot sabotage provient sans doute du mot sabot, en référence à une tactique de syndicalistes hollandais[réf. nécessaire], qui lançaient leurs sabots dans les engrenages des usines, ce qui engendrait un arrêt du travail jusqu'à réparation de la panne. Une technique similaire, adoptée par les Américains pour empêcher les non-grévistes de remplacer les syndiqués en grève, consistait à lancer des clés à molettes à la place des sabots (monkeywrenching).

#### Militants anarcho-syndicalistes
- René Berthier - Alexandre Hébert - Serge Mahé - Jacky Toublet